# Parade (revista)

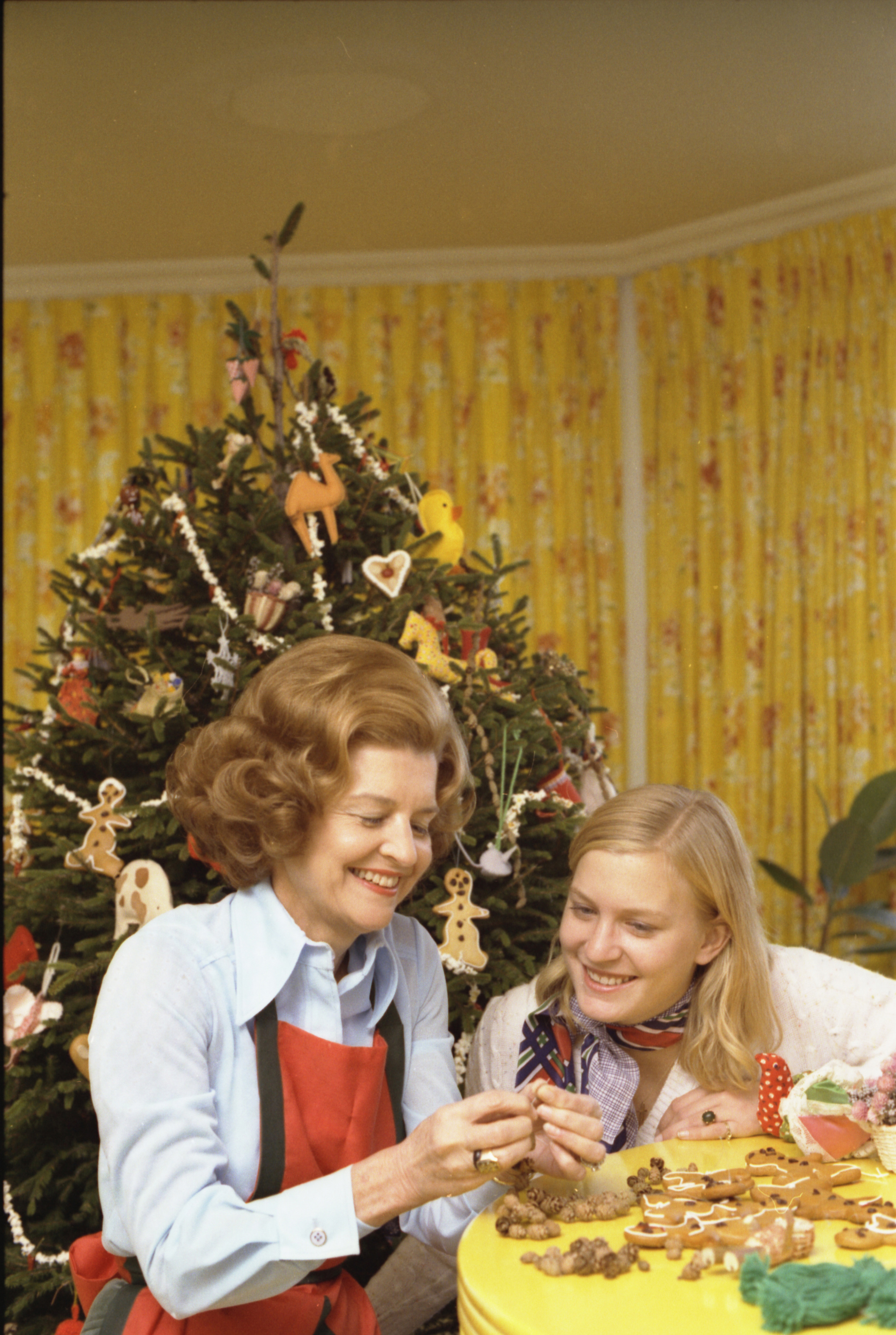
Foto oportunidade para Revista Parade.

Parade é uma revista estadunidense publicada nacionalmente todo sábado. Foi fundada em 1941 por Lloyd D. Shearer, e ao longo das décadas tornou-se conhecida por suas entrevistas exclusivas com celebridades, colunas de curiosidades e análises culturais.
Entre suas colunas mais famosas esteve a "Ask Marilyn", escrita por Marilyn vos Savant, registrada por anos no Livro Guinness dos Recordes como a pessoa com o maior QI do mundo.
Durante décadas, a Parade foi encartada em jornais locais nos Estados Unidos, alcançando milhões de leitores semanalmente. Atualmente, pertence à Athlon Media Group, que assumiu a publicação sob a marca AMG/Parade após reestruturações no setor editorial.